# Capelatus prykei
Capelatus prykei (лат.) — вид жуков-плавунцов, единственный в составе монотипического рода Capelatus (Copelatinae, Dytiscidae). Южная Африка (ЮАР, Western Cape Province, Кейптаун). Длина тела около 1 см. Эволюционный реликт, ближайшие родственники которого живут только в Средиземноморской области (Liopterus) и на Новой Гвинее (Exocelina).
Вид был впервые описан в 2015 году энтомологами Дэвидом Билтоном (David T. Bilton; Marine Biology and Ecology Research Centre, Plymouth University, Плимут, Великобритания), Эммануэль Туссэн (Emmanuel F. A. Toussaint), Клайвом Тарнером (Clive R. Turner) и Майклом Блейком (Michael Balke; Zoologische Staatssammlung München, Мюнхен, ФРГ). Видовое название C. prykei дано в честь энтомолога Джеймса Прайка (Dr James Pryke, Department of Conservation Ecology and Entomology, Stellenbosch University).